# Peter Hornung
Peter Hornung, född 26 mars 1920 i Münster, död 6 juli 2006 i Bromma, var katolsk präst (jesuitpater) och kyrkoherde.

## Biografi
Peter Hornung växte upp i en katolsk familj med en fem år äldre bror. Han var verksam som ministrant i domkyrkan. Det var nära att han inte fått ut sin studentexamen 1938 eftersom han inte var med i Hitlerjugend. 1939 började Hornung studera till präst och 1948 prästvigdes han. 
Till Sverige kom han i november 1949 och där blev han kvar resten av sitt liv. I över 50 år var han verksam i Sankta Eugenia katolska församling i Stockholm, åren 1966–1993 som dess kyrkoherde. 
Utöver Hornungs betydelse som församlingspräst och själasörjare hade han en betydande roll i S:ta Eugenia-kyrkans nybygge, som stort klart på Kungsträdgårdsgatan 12 år 1982. Processen har han beskrivit i sin bok Stormen kring Katthavet: ett kyrkbygge i motvind (1994). Från 1988 och framåt skrev han flera böcker, däribland sin postumt utgivna självbiografi Du skaffade rum för mina steg...: en jesuit berättar (2007).